# Championnats d'Europe de karaté 2005
Les championnats d’Europe de karaté 2005 ont eu lieu du 13 au 15 mai 2005 à San Cristóbal de La Laguna, sur l'île de Tenerife, dans les îles Canaries, en Espagne. Il s'agissait de la 40e édition des championnats d'Europe de karaté senior.

## Résultats

### Épreuves individuelles

#### Kata
| Rang | Pays    | Karatéka                   |
| ---- | ------- | -------------------------- |
| 1    | Italie  | Luca Valdesi               |
| 2    | Espagne | Fernando San Jose Bastante |
| 3    | France  | Vu Duc Minh Dack           |
| 3    | Italie  | Lucio Maurino              |

| Rang | Pays     | Karatéka                      |
| ---- | -------- | ----------------------------- |
| 1    | Espagne  | Miriam Cogolludo de las Heras |
| 2    | Tchéquie | Petra Nová                    |
| 3    | Italie   | Daniela Berrettoni            |
| 3    | France   | Sabrina Buil                  |

#### Kumite

##### Kumitemasculin
| Rang | Pays        | Karatéka            |
| ---- | ----------- | ------------------- |
| 1    | Espagne     | Francesco Ortu      |
| 2    | Pays-Bas    | Geoffrey Berens     |
| 3    | Azerbaïdjan | Yusif Alish Jafarov |
| 3    | Grèce       | Ioannis Syllas      |

| Rang | Pays        | Karatéka                |
| ---- | ----------- | ----------------------- |
| 1    | Grèce       | Dimítrios Triantafýllis |
| 2    | France      | Mathieu Cossou          |
| 3    | Azerbaïdjan | R. Huseynov             |
| 3    | ' Italie    | Ciro Massa              |

| Rang | Pays        | Karatéka              |
| ---- | ----------- | --------------------- |
| 1    | Azerbaïdjan | D. Aghasiyev          |
| 2    | France      | Rida Bel Lahsen       |
| 3    | Croatie     | Goran Lučin           |
| 3    | Espagne     | Oscar Vázquez Martins |

| Rang | Pays     | Karatéka                  |
| ---- | -------- | ------------------------- |
| 1    | Pays-Bas | Timothy Petersen          |
| 2    | Turquie  | Yavuz Karamollaoglu       |
| 3    | Espagne  | Davíd Santana Vega        |
| 3    | Grèce    | Konstantinos Papadopoulos |

| Rang | Pays       | Karatéka         |
| ---- | ---------- | ---------------- |
| 1    | Pays-Bas   | Daniël Sabanovic |
| 2    | Angleterre | Davin Pack       |
| 3    | Géorgie    | G. Arkanin       |
| 3    | France     | Ludovic Cacheux  |

| Rang | Pays     | Karatéka           |
| ---- | -------- | ------------------ |
| 1    | Suisse   | Fehmi Mahalla      |
| 2    | Tchéquie | Jan Tuček          |
| 3    | Norvège  | Geir Magne Brastad |
| 3    | France   | Youcef Hamour      |

| Rang | Pays        | Karatéka           |
| ---- | ----------- | ------------------ |
| 1    | Azerbaïdjan | Rafael Ağayev      |
| 2    | Espagne     | Iván Leal Reglero  |
| 3    | Turquie     | Yusuf Baser        |
| 3    | Belgique    | Diego Vandeschrick |

##### Kumiteféminin
| Rang | Pays      | Karatéka           |
| ---- | --------- | ------------------ |
| 1    | Allemagne | Kora Knühmann      |
| 2    | Allemagne | Ulrike Fleischmann |
| 3    | Turquie   | Gülderen Celik     |
| 3    | Hongrie   | Beatrix Toth       |

| Rang | Pays    | Karatéka         |
| ---- | ------- | ---------------- |
| 1    | Croatie | Petra Narandja   |
| 2    | Russie  | Maria Sobol      |
| 3    | Turquie | Vildan Doğan     |
| 3    | Italie  | Selene Guglielmi |

| Rang | Pays       | Karatéka           |
| ---- | ---------- | ------------------ |
| 1    | Turquie    | Yıldız Aras        |
| 2    | France     | Emmeline Mottet    |
| 3    | Espagne    | Cristina Feo Gomez |
| 3    | Angleterre | Tania Weekes       |

| Rang | Pays     | Karatéka                  |
| ---- | -------- | ------------------------- |
| 1    | Pays-Bas | Vanesca Nortan            |
| 2    | Serbie   | Snežana Perić             |
| 3    | Turquie  | Yıldız Aras               |
| 3    | Espagne  | Gloria Casanova Rodriguez |

### Épreuves par équipes

#### Kata
| Rang | Pays    |
| ---- | ------- |
| 1    | Espagne |
| 2    | Italie  |
| 3    | Croatie |
| 3    | France  |

| Rang | Pays              |
| ---- | ----------------- |
| 1    | France            |
| 2    | Italie            |
| 3    | Espagne           |
| 3    | Macédoine du Nord |

#### Kumite
| Rang | Pays               | Karatékas                     |
| ---- | ------------------ | ----------------------------- |
| 1    | Espagne            | Davíd Santana Vega, notamment |
| 2    | Bosnie-Herzégovine |                               |
| 3    | Croatie            |                               |
| 3    | France             |                               |

| Rang | Pays               |
| ---- | ------------------ |
| 1    | Espagne            |
| 2    | Allemagne          |
| 3    | Bosnie-Herzégovine |
| 3    | Tchéquie           |